# درمانگاه (مجموعه تلویزیونی ایرلندی)
درمانگاه (انگلیسی: The Clinic) یک مجموعهٔ تلویزیونی ایرلندی در سبک پزشکی درام است که جوایز بسیاری را کسب نموده‌است. تا کنون ۷ فصل از این سریال محبوب ساخته شده‌است. از بازیگران این سریال می‌توان به کالین اودانهیو، مارک هوبرمن، روری کینان و چارلی مورفی اشاره نمود که در فصل‌های ۴ تا ۶ این سریال بازی کرد.